# بوب شاندلير
بوب شاندلير (بالإنجليزية: Bob Chandler)‏ هو لاعب كرة قدم أمريكية أمريكي، ولد في 24 أبريل 1949 في لونغ بيتش في الولايات المتحدة، وتوفي في 27 يناير 1995 في لوس أنجلوس في الولايات المتحدة بسبب سرطان الرئة.

## وصلات خارجية
- بوب شاندلير على موقع مرجع كرة القدم المحترفة.كوم (الإنجليزية)